# Salvador Gómez
Salvador Emilio Gómez Agüera detto Chava (Santander, 11 marzo 1968) è un ex pallanuotista spagnolo, vincitore di una medaglia d'oro ai giochi olimpici di Atlanta 1996 ed una d'argento ai giochi di Barcellona 1992. Ha indossato le calottine di Real Canoe, C.N. Barcelona, Barceloneta e R.N. Florentia.